# P20*
P20*은 일본의 기업인 펜텔에서 생산하는 샤프 펜슬이다.

## 제품 종류

### P205
P205는 제도용 샤프 펜슬로, 모든 제도용 샤프 펜슬의 초기작이라 할 수 있다. 색상은 블랙, 화이트 그린, 레드 등 여러가지색과 한정판이 존재한다.
길이 14.3 cm, 무게 9g이다. 가격은 8000원이다.
다른 제도용 샤프 펜슬보다 비싸다. 이는 내구도와 섬세함의 차이다. 
P205의 스프링은 매우 촘촘하게 감겨있으며 배럴의 내구도도 최상이다. 일반 제도용 샤프 펜슬(P205카피작)들은 3~6개월정도 쓸수 있지만 P205는 10년이 기본으로 보장될만큼 내구도가 뛰어나다.
지우개에 클리너핀도 달려있어 샤프심을 빼기 쉽다. 클리너핀이 펜텔의 원가절감으로 인해 신형부터는 클리너핀이 나오지 않는다.

### P207
P207은 P205에서 샤프심 두께가 0.2 만큼 두꺼워진 샤프라 할 수 있다. 샤프심 두께는 마지막 숫자/10을 하면 알 수 있다. 색상은 블루가 있다.
한정판을 제외한 모든 P20*샤프는 길이 14.3 cm, 무게 9g, 가격 8000원으로 같다.

### P209
P209는 P205에서 샤프심 두께가  0.4 만큼 두꺼워진 샤프라 할 수 있다. P20* 샤프 시리즈 중 가장 굵은 샤프심을 가지고 있다는 것이 특징이다. 색상은 옐로우가 있다.

### P203
P203은 P205에서 샤프심 두께가  0.2 만큼 얇아진 샤프라 할 수 있다. P20* 샤프 시리즈 중 가장 얇은 샤프심을 가지고 있다는 것이 특징이다. 색상은 브라운이 있다.

### 같이 보기
- PG*